# Sora
Sora (izg. Sóra) je reka v zahodni Sloveniji, desni pritok Save, ki nastane na sotočju Poljanske in Selške Sore v Škofji Loki. Njeni povirni reki pritekata iz jugozahodnega dela Škofjeloškega hribovja južno od Žirov oziroma iz severozahodnega dela istega hribovja zahodno od Železnikov. Od sotočja naprej teče reka po skrajnem južnem robu Sorškega polja proti jugovzhodu in se v Medvodah izliva v Savo.
S Sorškega polja dobiva le nekaj manjših levih pritokov (Suha, Žabnica), iz Polhograjskega hribovja na desnem bregu priteka več krajših potokov, med katerimi je največja Ločnica.

## Opis reke
Dolvodno od Škofje Loke, kjer se obe povirni reki (Poljanska Sora, Selška Sora) združita v Soro, se je reka vrezala 5–10 m globoko v večinoma prodne nanose Sorškega polja in izdelala 200–500 m široko dolinsko dno, ki ga na obeh straneh omejujeta izraziti ježi višjih teras. Na skrajni južni rob Sorškega polja je Soro potisnila Sava, ki je v zadnjih ledenih dobah izpod ledenikov nanašala velike količine proda, po koncu zadnje ledene dobe pa se je Sora vrezala v savske in lastne prodne naplavine. Nekoč je vijugala po poplavni ravnici, pozneje so jo pod Škofjo Loko in dolvodno od Reteč regulirali in ji izravnali tok, le pri Retečah napravi dva izrazitejša zavoja in še vedno precej živahno erodira ter dela lepa prodišča.

## Hidronim in etimologija
O izvoru imena reke sta dve različni razlagi. Po prvi naj bi ime izviralo iz občne slovanske besede sővьra, ki bi nastala iz glagola sъ-vьrĕti, to pa bi lahko pomenilo privreti, prikipeti (po tej razlagi bi lahko ime reke pomenilo hudournik), lahko pa bi pomenilo tudi skupaj vreti oziroma skupaj se zlivati, kar bi se lahko nanašalo na sotočje obeh Sor v Škofji Loki. Argument za to domnevo je lahko ime Sovra, kakor se še danes imenuje eden od povirnih potokov Poljanske Sore nad Žirmi. Za jezikoslovca M. Snoja je ta razlaga verjetnejša, medtem ko se starejši jezikoslovec F. Bezlaj bolj ogreva za drugo razlago, po kateri naj bi ime reke izhajalo iz predslovanskega imena Sarus, to pa iz latinskega vodnega imena Savara, podobno kot ime francosko-nemške reke Saar (fr. Sarre). V zgodovinskih virih se ime reke pojavlja v različnih oblikah, mdr. Zuora (973), Zoura (989), Zevra (1263), Zaevra (1291), v 15. st. pa kot Zeier, Zewr, Seyricz; poznejša nemška oblika imena je Zeier.

## Hidrogeografija
Čeprav je skoraj celotno porečje Sore v Predalpskem hribovju, ima reka izrazit dinarski dežno-snežni režim s prvim viškom pozno jeseni (novembra in decembra) in drugim viškom spomladi (marec, april). Jesenski višek je posledica obilnih jesenskih padavin, ki pogosto padajo v obliki večdnevnih deževij, in manjšega izhlapevanja zaradi nižjih temperatur, drugi višek pa je posledica spomladanskih padavin in taljenja snega v hribovju. Zelo izrazit je poletni nižek, ko je v reki  povprečno za polovico manj vode kot v zimskih mesecih.
Sora in oba njena povirna dela (Poljanska in Selška Sora) so izraziti hudourniki, saj se jim lahko ob močnih padavinah, bodisi ob jesenskih deževjih ali ob neurjih, hitro in močno poveča pretok, tako da prestopijo bregove in lahko povzročajo hude poplave. Za takšne vodotoke so značilne zelo velike razlike med najmanjšimi in največjimi pretoki: v obdobju 1981–2010 so na vodomerni postaji Suha namerili najmanjši pretok ob poletni suši 2003, in sicer 31. avgusta (1,84 m3/s), največji pretok pa ob jesenskih poplavah 19. septembra 2010 (467 m3/s). Nekoliko manjši pretok je imela Sora ob poplavah v Selški dolini 18. septembra 2007 (431 m3/s), podoben pretok pa tudi ob poplavah 5. novembra 2012 (426 m3/s). Največja pretoka doslej so izmerili ob poplavah 1. novembra 1990 (687 m3/s) in poplavah v Poljanski dolini 28. septembra 1926 (649 m3/s). V obdobju 1981–2010 je bila razlika med najmanjšim in največjim pretokom 373-kratna, kar nesporno dokazuje hudourniški značaj reke.
Ker si je Sora dolvodno od Škofje Loke vrezala široko dolino v prodne naplavine Sorškega polja in ker je večina naselij vstran od reke in na višjih terasah na obeh straneh, ta del doline ni tako poplavno ogrožen kot ob obeh povirnih vodotokih. Ob poplavah se Sora vse od Suhe navzdol sicer na široko razlije po poplavni ravnici, ki v tem delu opravlja pomembno vlogo naravnega zadrževalnika poplavnih voda, nekaj težav povzroča samo v spodnjem toku od Goričan navzdol in v Medvodah.

## Kakovost vode
Sora je po podatkih stalnega monitoringa tudi v spodnjem toku v dobrem kemijskem in zelo dobrem ekološkem stanju, kar pomeni, da v vodi ni težkih kovin, mineralnih olj in ostankov pesticidov ter obilo življenja. K temu je v zadnjih letih veliko prispevala izgradnja kanalizacijskih omrežij in čistilnih naprav (mdr. v Žireh, Poljanah, Železnikih in Škofji Loki). Največja med njimi je centralna čistilna naprava Škofja Loka na levem bregu Sore z zmogljivostjo 45.600 enot, ki so jo povsem prenovljeno in povečano odprli 3. julija 2015.

## Ljudje in reka
V preteklosti ljudje niso veliko posegali v strugo Sore, saj je bila odmaknjena od naselij in kot hudournik tudi nevarna. Med 
Škofjo Loko in Medvodami je čeznjo vodilo le nekaj brvi. Pozneje so jo deloma regulirali, pri Goričanah, kjer je reka dosegla živoskalno podlago in se precej zoži, pa je že pred stoletji stal jez z mlinom. Na njegovem mestu je Johann Schwerer leta 1787 postavil tovarno papirja, ki obratuje še danes.

## Varstvo narave
Celotna struga Sore od sotočja v Škofji Loki do jezu v Goričanah spada v varstveno območje Natura 2000 (Sora Škofja Loka – jez Goričane), skupaj s poplavnim gozdom na obeh rečnih bregovih med Godešičem in Retečami. Takšna grmišča in nizki listnati gozdovi so bili nekoč pionirsko rastje na območjih, po katerih so hudourniške reke prestavljale svoje struge, danes so pomembni zaradi velike ekološke vrednosti, saj sodijo med vse bolj ogrožene habitate z veliko biotsko raznovrstnostjo. Prevladujejo vrbovja, ki najprej zarastejo prodišča, kasneje se naselijo še druge grmovne in drevesne vrste, v najbolj mokrotnih delih se zaraste jelševje, predvsem črna jelša (Alnus glutinosa).
Sora pripada skupini salmonidnih voda, saj je razmeroma čista in hitro tekoča z dobro ohranjenimi mikrohabitati. V njej živi več ribjih vrst, zaradi katerih je tudi uvrščena v Naturo 2000, mdr. sulec (Hucho hucho), blistavec (Leuciscus souffia), zvezdogled (Gobio uranoscopus) in pohra (Barbus meridionalis).
Je tudi ribolovna reka, v njej živijo potočna postrv (Salmo trutta), lipan  (Thymallus thymallus), sulec (Hucho hucho), navadna mrena (Barbus barbus) in klen (Leuciscus cephalus cephalus) ter umetno vnešena šarenka (Oncorhynchus mykiss). Od sotočja obeh Sor v Škofji Loki do jezu v Goričanah sodi reka v revir ribiške družine Sora, dolvodno od jezu do izliva v Savo pa ribiške družine Medvode.